# خیال‌بافی (فیلم ۱۹۸۱)
خیال‌بافی (ژاپنی: 白日夢 Hakujitsumu) عنوان یک فیلم پورنوگرافی ژاپنی به کارگردانی تتسوجی تاکچی است که در سال ۱۹۸۱ منتشر شد. از بازیگران آن می‌توان به کیوکو آیزومه اشاره کرد. این کار بازسازی فیلمی نوآورانه به همین نام محصول سال ۱۹۶۴ است. فیلم خیال‌بافی به عنوان نخستین فیلم هاردکور ژاپنی شناخته می‌شود که بر روی پرده سینما رفت.

## زمینه‌ها
تتسوچی تاکچی نخستین فیلم صورتی با بودجه زیاد را در ۱۹۶۴ در ژاپن ساخت (با نام خیالبافی). سپس در دهه ۱۹۶۰ فیلم‌های بیشتری همچون برف سیاه را ساخت که صحنه‌های عریان داشت.